# Stadion im. Tengiza Burdżanadze
Stadion im. Tengiza Burdżanadze – wielofunkcyjny stadion w Gori, w Gruzji. Pojemność stadionu wynosi 8230 widzów. Na obiekcie swoje spotkania rozgrywa drużyna Dila Gori.